# Affaire assistenten Front National

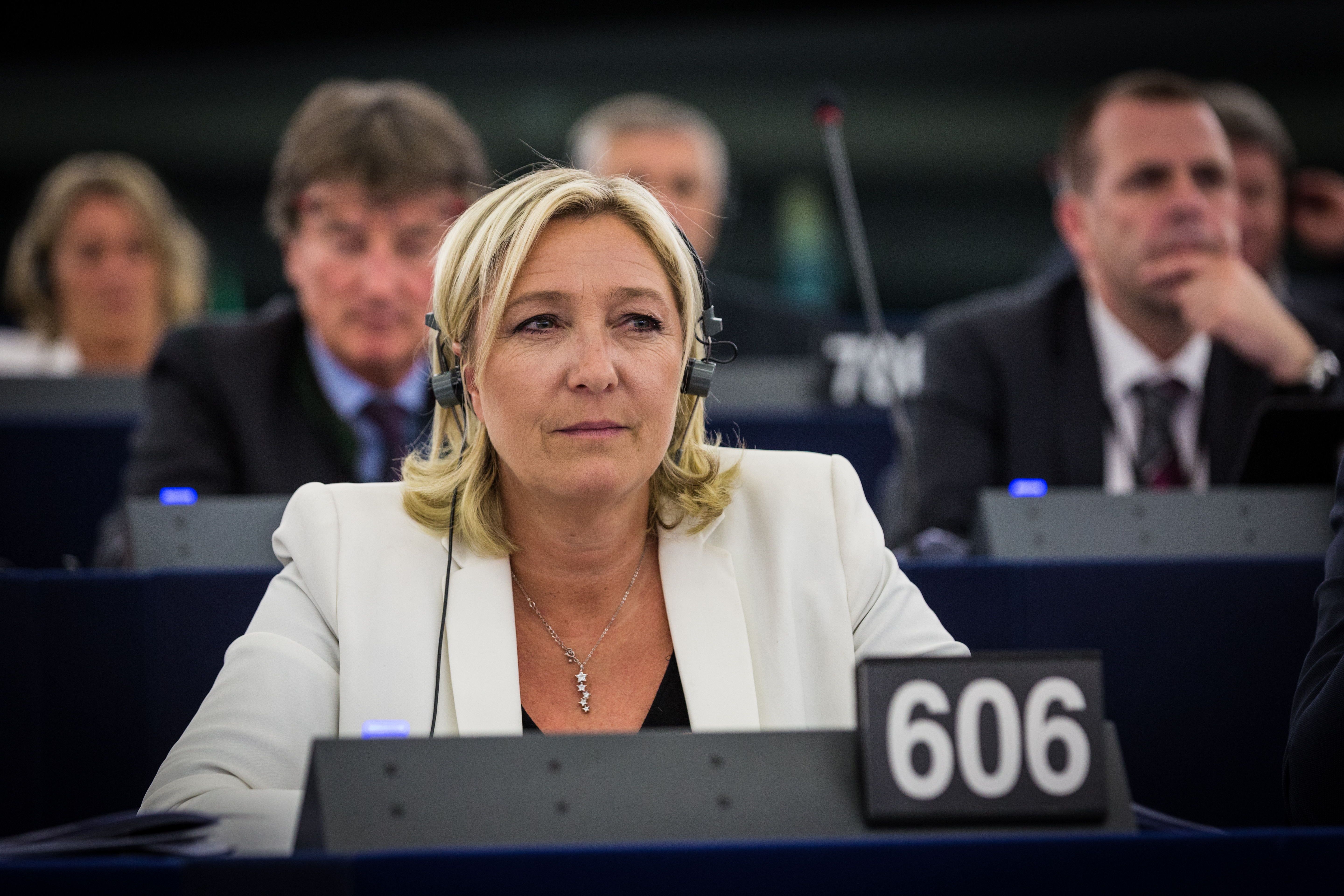
Marine Le Pen in het Europees Parlement in 2014

Zevenentwintig leden van de Franse partij Front National (FN; in 2018 omgedoopt tot Rassemblement National), waaronder de toenmalige leider Marine Le Pen, werden ervan beschuldigd tussen 2004 en 2016 mensen te hebben ingehuurd om voor de politieke partij te werken als FN-fractiemedewerkers van het Europees Parlement, terwijl ze met publieke middelen werden betaald, of hiervan wederrechtelijk geprofiteerd te hebben. Negen leden van het Europees Parlement, waaronder Le Pen, en twaalf fractiemedewerkers werden in maart 2025 veroordeeld, en de straffen omvatten een tijdelijk verbod voor meerdere van hen om zich kandidaat te stellen voor een politiek ambt.
De Franse rechtbanken hebben verschillende leden van het Front National (FN) aangeklaagd voor verduistering van overheidsgelden en medeplichtigheid aan deze diefstal. Onder de aangeklaagden waren Marine Le Pen, haar vader Jean-Marie Le Pen (overleden in 2025), Wallerand de Saint-Just, Nicolas Bay, Julien Odoul en Louis Aliot. De huidige partijleider van FN Jordan Bardella werd in deze zaak niet aangeklaagd, hoewel hij in 2015 als parlementair medewerker van FN-Europarlementariër Jean-François Jalkh fungeerde.
Het proces vond plaats in 2024 en het vonnis werd uitgesproken op 31 maart 2025. Marine Le Pen en acht andere Europarlementariërs werden veroordeeld voor verduistering van overheidsgeld. Daarnaast werden twaalf parlementaire medewerkers schuldig bevonden aan het aannemen van gestolen gelden, terwijl drie andere partijleden werden veroordeeld voor medeplichtigheid aan de verduistering. Eén verdachte werd vrijgesproken.
De schade in deze zaak werd geschat op € 2,9 miljoen. Marine Le Pen kreeg een gevangenisstraf van vier jaar, waarvan zij er twee moet uitzitten onder elektronisch huisarrest. Ze kreeg bovendien een boete van € 100.000 en vijf jaar onverkiesbaarheid onder voorwaarden. Deze straf verhindert haar zich kandidaat te stellen tot 2030, met inbegrip van de Franse presidentsverkiezingen van 2027 en de volgende parlementsverkiezingen. 
Marine Le Pen heeft besloten in beroep te gaan tegen de beslissing.